# Revolta de Urabi
A Revolta de Urabi (grafias alternativas: Revolta de Orabi, ou Revolta de Arabi), também conhecida como a Revolução de Urabi (árabe: الثورة العرابية Al-thawrah Al-'urabiyyah, pronunciado [ʕoˈɾɑːbi]) foi uma revolta nacionalista no Egito entre 1879 e 1882. Foi liderada e nomeada pelo célebre coronel Ahmed Urabi, que procurou depor o Quediva Teufique Paxá e acabar com a influência Britânica e Francesa no país. Apesar de uma recusa francesa em recorrer às armas e as proclamações pacifistas do governo de Gladstone na Grã-Bretanha, a revolta foi terminada por um bombardeamento Britânico a Alexandria e pela invasão do país que o deixou sob controle estrangeiro até depois da Segunda Guerra Mundial.

## Prólogo
O Egito na década de 1870 estava sob ocupação, corrupto, mal governado e em estado de ruína financeira. Grandes dívidas contraídas pelo seu governante Ismail Paxá não podiam mais ser pagas e sob pressão dos bancos europeus que detinham a dívida, as finanças do país estavam sendo controladas por representantes da França e da Grã-Bretanha. Quando Ismail tentou levantar o povo egípcio contra esse controle externo, ele foi deposto pelos britânicos e substituído por seu filho mais maleável, Teufique Paxá.
Os altos escalões do serviço civil, do exército e do mundo dos negócios haviam se tornado dominados por europeus, que recebiam mais do que os nativos egípcios. No Egito, um sistema legal paralelo para julgar os europeus separadamente dos nativos foi estabelecido. Isso enfureceu os egípcios educados e ambiciosos no serviço militar e civil, que sentiam que a dominação europeia dos altos cargos impedia o seu próprio avanço. Os camponeses egípcios muito taxados, os fallāḥīn, também se irritaram com o facto dos seus impostos irem para os europeus que viviam em relativa riqueza.
Tão importante quanto a dominação europeia foram os Turco-Circassianos e Albaneses que controlavam a maioria das outras posições de elite no governo e nas forças armadas. Tropas albanesas que vieram para o Egito junto com Maomé Ali, e que o ajudaram a tomar o controle do país, foram altamente favorecidas pelo Quediva. Turco ainda era a língua oficial do exército, e os turcos eram mais propensos a serem promovidos. Do gabinete governante sob o comando do Quediva Teufique, cada membro era Turco-Circassiano. A crescente crise fiscal no país obrigou o Quediva a cortar drasticamente o exército. De um máximo de 94 000 soldados em 1874, o exército foi reduzido para 36.000 em 1879, com planos para encolher ainda mais. Isso criou uma grande classe de oficiais do exército desempregados e descontentes dentro do país. Além disso, a desastrosa campanha egípcia na Etiópia em 1875-1876 também enfureceu os oficiais, que achavam que o governo os enviara imprudentemente para o conflito.
Uma consciência pública estava a desenvolver-se no Egito durante esse período, a alfabetização estava a espalhar-se, mais jornais estavam sendo publicados nas décadas de 1870 e 1880, como o influente jornal Abu Naddara Zar'a. Publicado por Yaqub Sanu, um judeu de origem italiana e egípcia, esta publicação de Paris foi uma revista de sátiras políticas que muitas vezes zombou do estabelecimento sob o controle europeu, e a publicação irritou cada vez mais os poderes dominantes assim como os europeus pois favorecia movimentos revolucionários e reformistas. Este jornsl teve um amplo alcance, pois, ao contrário de muitas outras publicações, Abu Naddara Zar'a era escrito em Árabe Egípcio e não em Árabe clássico, tornando a sua sátira e peças políticas compreensíveis para as massas, não apenas para a elite instruída. Ya'qub Sanu 'alegou que sua revista alcançou uma tiragem de 10.000, o que era um grande número naqueles dias.
Durante esse tempo, Ahmad Urabi, um oficial do exército nativo não-europeu, ascendeu através do exército ao posto de coronel. Por causa de sua educação camponesa e treinamento tradicional, ele passou a ser visto por muitos como a voz autêntica do povo do Egito. Para eles, ele representava uma população camponesa frustrada com os estrangeiros isentos de impostos e ricos proprietários de terras locais. Urabi comandou o respeito e o apoio não só do campesinato, mas também de uma grande parte do exército egípcio.

## Tomada do Poder por Urabi
A tensão cresceu no verão de 1881, quando tanto os oficiais do Quediva quanto os oficiais Egípcios, agora liderados por "Urabi", procuravam por apoiantes e reuniam aliados. Em Setembro, o Quediva ordenou que o regimento de "Urabi" deixasse o Cairo. ‘Urabi recusou e ordenou a demissão dos generais Turco-Circassianos e a criação de um governo eleito. Incapaz de se opor à revolta, Teufique concordou e uma nova câmara de deputados foi estabelecida contendo um número de aliados de 'Urabi'.

## Intervenção Estrangeira
Em 8 de Janeiro de 1882, os franceses e britânicos enviaram uma nota conjunta que afirmava a primazia da autoridade do Quediva. A nota enfureceu os parlamentares e "Urabi. O governo entrou em colapso e um novo com "Urabi como Ministro da Guerra" foi criado. Esse novo governo ameaçou as posições dos europeus no governo e também começou a demitir um grande número de oficiais Turco-Circassianos.
Esse amplo esforço de reforma foi combatido pelos interesses europeus, e por muitos dos grandes proprietários de terras, a elite Turca e Circassiana, o Ulemá de alto escalão, os cristãos sírios e a maioria dos membros mais ricos da sociedade. Em contraste, ele contava com o apoio da maioria do restante da população egípcia, incluindo o ulemá de nível inferior, o corpo de oficiais e os líderes locais.
Os Coptas estavam divididos: a sua íntima afiliação com os europeus enfurecia muitos e por vezes tornava-os num alvo, mas a profunda rivalidade entre cristãos coptas e sírios levou muitos a se alinharem com outros rebeldes egípcios. O Patriarca copta prestou o seu apoio à revolta quando ela estava no sue auge, mas depois afirmou que foi pressionado a fazê-lo. ‘Urabi e outros líderes da revolta reconheceram os coptas como potenciais aliados e trabalharam para impedir qualquer alvo da minoria por muçulmanos nacionalistas, mas nem sempre foram bem-sucedidos.
Um esforço para cortejar Abdulamide II começou. Teufique Paxá pediu ao sultão que reprimisse a revolta, mas o Sublime Porte hesitou em empregar tropas contra muçulmanos que se opunham ao domínio colonial estrangeiro. ‘Urabi pediu ao sultão para depor Teufique, mas novamente o sultão hesitou.

## Invasão Britânica
Na tarde de 11 de junho de 1882, o tumulto político explodiu em violência nas ruas de Alexandria. Amotinadores atacaram empresas Gregas, Maltesas e Italianas e as batalhas irromperam nas ruas. Cerca de cinquenta europeus e 250 egípcios foram mortos. A causa exacta da revolta é incerta; Tanto o Quediva quanto ‘Urabi foram responsabilizados por iniciá-la, mas não há prova de qualquer alegação.
Como a guarnição da cidade mantinha as baterias de defesa costeira, um ultimato foi enviado exigindo que as baterias fossem desmanteladas sob ameaça de bombardeamento. O ultimato foi ignorado, e a frota britânica de Alexandria sob o almirante Beauchamp Seymour, bombardeou a cidade. As baterias costeiras retornaram fogo. A frota francesa, também em Alexandria, recusou-se a participar. Uma grande força naval britânica então tentou capturar a cidade. Apesar de encontrar forte resistência, as forças britânicas conseguiram forçar os egípcios a se retirarem.
Enquanto revoltas se espalharam pelo Egito, a Câmara dos Comuns britânica votou a favor de uma intervenção maior. Em Setembro desse ano, um exército britânico desembarcou na Zona do Canal. Isso foi depois de uma tentativa do exército britânico de avançar de Alexandria para o Cairo, ter falhado depois que o exército britânico foi derrotado na Batalha de Kafr El Dauwar. A motivação para a intervenção britânica ainda é disputada. Os britânicos estavam especialmente preocupados com o fato de que "Urabi deixaria de pagar a enorme dívida do Egito e que ele poderia tentar obter o controle do Canal de Suez. Em 13 de Setembro de 1882, as forças britânicas derrotaram o exército de "Urabi" na Batalha de Tel el-Kebir. 'Urabi foi capturado e eventualmente exilado na colónia britânica de Ceilão (atual Sri Lanka).

## Rescaldo
Embora a intervenção britânica devesse ser de curto prazo, de fato persistiu até 1954. O Egito foi efetivamente constituído como colónia até 1952. Tanto o governo Britânico quanto o governo do Quediva fizeram o possível para desacreditar o nome de Urabi e a revolução, embora entre as pessoas comuns, Urabi tenha permanecido uma figura popular. O governo usou a mídia estatal e o sistema educacional para denunciar "Urabi como um traidor e a revolução como meramente um motim militar". O historiador egípcio Mohammed Rif’at foi um dos primeiros a chamar os eventos de thawrah, ou "revolução", mas afirmou que não tinha apoio popular. Outros historiadores no Egito apoiaram essa tese e até a expandiram, às vezes sofrendo censura do governo. Durante os últimos anos da monarquia, os autores tornaram-se mais críticos do antigo estabelecimento e especialmente dos britânicos, e "Urabi às vezes é retratado como um herói da liberdade e do constitucionalismo.
A Revolta de Urabi teve um significado duradouro como a primeira instância do nacionalismo anticolonial egípcio, que mais tarde desempenharia um papel muito importante na história egípcia. Especialmente sob Gamal Abdel Nasser, a revolta seria considerada uma "luta gloriosa" contra a ocupação estrangeira. A Revolução de Urabi foi vista pelo Movimento dos Oficiais Livres como um precursor da revolução de 1952, e Nasser e Muhammad Naguib foram comparados a "Urabi". Os livros didáticos Nasseristas chamavam a "Revolta de Urabi de uma" revolução nacional ", mas" Urabi era visto como cometendo grandes erros estratégicos e não sendo tão homem do povo quanto Nasser. Durante o experimento de Nasser com o socialismo Árabe, a "revolta de Urabi também foi às vezes colocada em um contexto Marxista. Também durante o infitah do Presidente Sadat (liberalização econômica), período em que houve crescente liberalização económica controlada e laços crescentes com o bloco ocidental, o governo fez valer o desejo dos 'Urabistas de redigirem uma constituição e terem eleições democráticas. Após a revolução de 1952, a imagem de "Urabi, pelo menos oficialmente, melhorou em geral, com várias ruas e uma praça no Cairo com seu nome indicando a posição de honra que ele tem na história oficial.

## Visão dos Historiadores
Os historiadores tem estado geralmente divididos, com um grupo vendo a revolta como um empurrão para o liberalismo e a liberdade no modelo da Revolução Francesa e outros argumentando que era pouco mais que um golpe militar, similar aos feitos sobre o movimento de 1952. Entre os historiadores ocidentais, especialmente britânicos, havia uma visão tradicional de que a "Revolução de Urabi não era nada mais que uma "revolta" ou "insurreição" e não uma verdadeira revolução social. De longe o inglês mais influente do Egito, Lorde Cromer, escreveu uma avaliação contundente dos "urabistas no seu Egito Moderno. Embora essa visão ainda seja mantida por muitos, tem havido uma tendência crescente de chamar a revolução de 'Urabi de uma revolução real, especialmente entre os historiadores mais novos que tendem a enfatizar a história social e económica e examinar fontes nativas, em vez de europeias.
O primeiro trabalho publicado de Isabella Augusta Gregory - mais tarde iria abraçar o nacionalismo irlandês e ter um papel importante na vida cultural da Irlanda - foi Arabi and His Household (1882), um panfleto (originalmente uma carta ao jornal The Times) em apoio de Ahmed 'Urabi e a sua revolta. Juan Cole, professor da Universidade de Michigan, em Ann Arbor, publicou recentemente uma avaliação da "revolta de Urabi".
Os historiadores tem estado também divididos sobre as razões para a invasão britânica, com alguns argumentando que era para proteger o Canal de Suez e evitar a "anarquia", enquanto outros argumentam que era para proteger os interesses dos investidores britânicos com ativos no Egito (ver Guerra Anglo-Egípcia).